# Pécten ocular

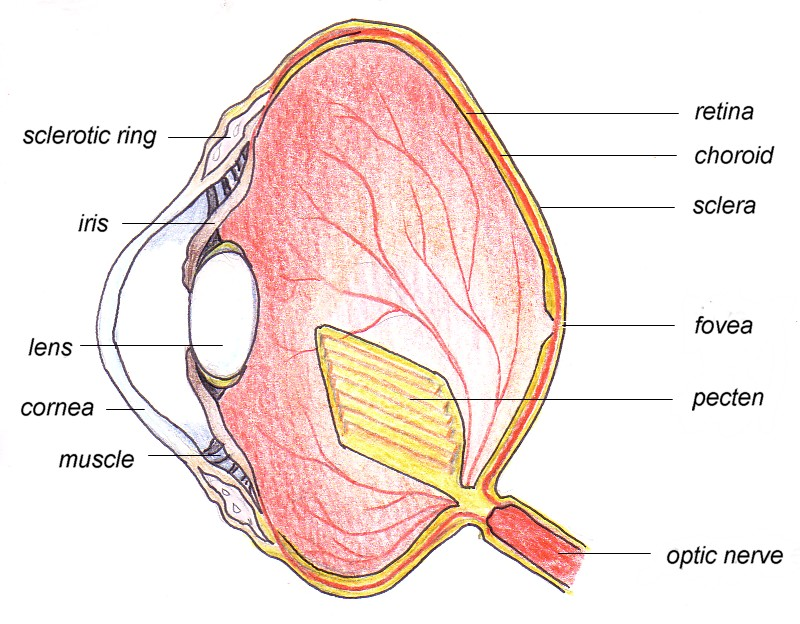
Posição do pécten no interior do olho de uma ave.

O pécten ocular (latim: pecten oculi) é uma estrutura de vasos sanguíneos pertencente ao coroide que se observa nos olhos das aves, com forma semelhante a um pente. É uma estrutura pigmentada não sensorial que se projeta no corpo vítreo a partir do ponto onde o nervo ótico entra no globo ocular. Acredita-se que o pécten seja responsável pela nutrição da retina e pelo controle do pH do corpo vítreo.